# نيكولاس إزيكيل غوروسيتو
نيكولاس إزيكيل غوروسيتو هو لاعب كرة قدم أرجنتيني يلعب كمدافع مع نادي ألكوركون.